# The Deception
The Deception er en amerikansk stumfilm fra 1909 af D. W. Griffith.

## Medvirkende
- Barry O'Moore som Harvey Colton
- Florence Lawrence som Mabel Colton
- Harry Solter
- Owen Moore
- Arthur V. Johnson